# Lady Isabel and the Elf Knight
Lady Isabel and the Elf Knight est le terme anglais regroupant un grand nombre de ballades européennes. Les sujets abordés dans ces ballades sont souvent relatifs aux légendes d’Halewyn qui circulent en Europe. Il existe un grand nombre de variantes de cette ballade.